# Berberitzeneule
Die Berberitzeneule (Auchmis detersa), auch Kommaeule genannt, ist ein Schmetterling (Nachtfalter) aus der Familie der Eulenfalter (Noctuidae).

## Merkmale

### Falter
Mit einer Flügelspannweite von 40 bis 51 Millimetern zählen die Falter zu den mittelgroßen Eulenfaltern. Die Grundfärbung der Vorderflügel variiert in verschiedenen Grautönen. Nieren- und Ringmakel sowie Querlinien und Wellenlinie sind oftmals undeutlich ausgebildet oder fehlen. Charakteristisch sind ein langer, schwarzer Wurzelstrahl sowie ein braunschwarzer Strich im Innenwinkel. Vor dem Saum sind oftmals braune Striche angedeutet. Die relativ langen und schmalen Vorderflügel zeigen einen gewellten Außenrand. Auf den weißlichen Hinterflügeln heben sich die dunklen Adern deutlich ab. Hinterleib und Thorax sind mit Haarschöpfen versehen. Die Fühler der männlichen Falter sind bewimpert, diejenigen der Weibchen fadenförmig.

### Ei
Das Ei hat eine kugelige Form und eine gelblichweiße Färbung. Es ist an der Basis stark abgeflacht und mit kräftigen Längsrippen versehen, von denen aber nur wenige die Mikropylzone erreichen.

### Raupe
Erwachsene Raupen sind von erdbrauner oder hellbrauner Farbe. Rücken- und Nebenrückenlinien erscheinen undeutlich. Der Seitenstreifen ist dunkelbraun und in einzelne Flecke aufgelöst. Die Stigmen sind schwarz, Kopf und Halsschild braun gefärbt.

### Puppe
Die rotbraune Puppe besitzt einen kurzen, stielförmigen Kremaster.

### Ähnliche Arten
Aufgrund der schmalen Flügelform, der Größe und der Grundfärbung kann es bei oberflächlicher Betrachtung zu Verwechslungen mit einigen Arten der grauen Mönchseulen (Cucullia) kommen, beispielsweise mit dem Kräuter-Mönch (Cucullia lucifuga) oder dem Schatten-Mönch (Cucullia umbratica).

## Synonyme
- Rhizogramma detersa
- Auchmis comma

## Geographische Verbreitung und Lebensraum
Die Verbreitung der Art erstreckt sich von Nordwestafrika über Süd- und Mitteleuropa bis nach Kleinasien, zum Iran, nach Afghanistan sowie über Sibirien bis zum Baikalsee. Die Nominatform ssp. detersa bewohnt Mittel- und Südeuropa, während die ssp. minoica auf Kreta vorkommt. Die aus Andalusien beschriebene ssp. andalusica wird von Fibiger als Synonym aufgefasst. Außerhalb Europas kommen die ssp. margarita und ssp. demavendi vor. In den Alpen ist die Nominatform noch bis auf etwa 2000 Meter Höhe zu finden. Die Tiere sind hauptsächlich an warmen Hängen und Feldrainen sowie in Gärten und Parkanlagen anzutreffen.

## Lebensweise
Hauptflugzeit der nachtaktiven Falter sind die Monate Juni bis September. Sie besuchen gerne künstliche Lichtquellen und Köder. Tagsüber ruhen sie oftmals an Masten oder Pfosten. Als Futterpflanzen der ab September lebenden Raupen dient in erster Linie die Berberitze (Berberis vulgaris). Die Raupen überwintern und verpuppen sich im Mai des folgenden Jahres.

## Gefährdung
Die Berberitzeneule ist nur in einigen deutschen Bundesländern zu finden, sie fehlt im Norden und wird auf der Roten Liste gefährdeter Arten auf der Vorwarnliste geführt.